# اوکیپو سوپریوره
اوکیپو سوپریوره (به ایتالیایی: Occhieppo Superiore) یک کومونه در ایتالیا است که در استان بیه‌لا واقع شده‌است. اوکیپو سوپریوره ۵٫۲ کیلومتر مربع مساحت و ۲٬۸۴۴ نفر جمعیت دارد و ۴۶۵ متر بالاتر از سطح دریا واقع شده‌است.